# Лаер
Лаер (њем. Laer) општина је у њемачкој савезној држави Северна Рајна-Вестфалија. Једно је од 24 општинска средишта округа Штајнфурт. Према процјени из 2010. у општини је живјело 6.326 становника. Посједује регионалну шифру (AGS) 5566036, NUTS (DEA37) и LOCODE (DE LAY) код.

## Географски и демографски подаци
Лаер се налази у савезној држави Северна Рајна-Вестфалија у округу Штајнфурт. Општина се налази на надморској висини од 77 метара. Површина општине износи 35,0 km². У самом мјесту је, према процјени из 2010. године, живјело 6.326 становника. Просјечна густина становништва износи 181 становника/km².

## Међународна сарадња
| Мјесто | Држава    | Врста сарадње | Од    |
| ------ | --------- | ------------- | ----- |
| Генанж | Француска | партнерство   | 2003. |
| Извор  |           |               |       |